# ルーネベリタルト

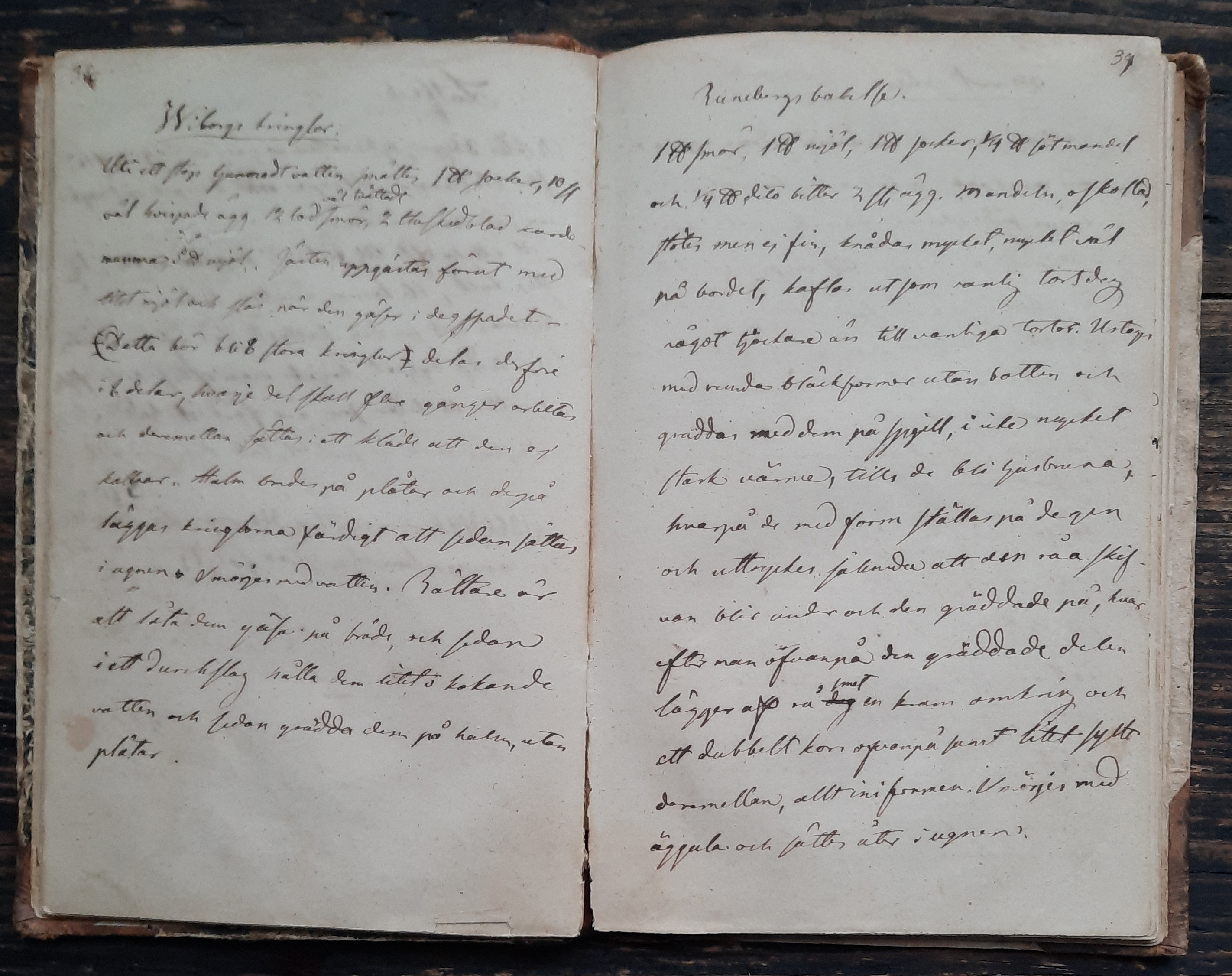
フレドリカ・ルーネベリのオリジナルレシピ本。

ルーネベリタルト (Runeberg torte) は、フィンランドの菓子。アーモンドとアラックもしくはラム酒で風味付けした、100グラムほどのタルトである。ラズベリーのジャムが頂点にトッピングされ、その周りにアイシングがあしらわれる。フィンランド語ではルーネベリントルットゥ (runebergintorttu) と呼ばれる。
タルトの名前は、フィンランドの詩人ユーハン・ルードヴィーグ・ルーネベリが妻お手製のタルトをプンシュとともにいつも朝食に食べていたという言い伝えに由来する。基本的にフィンランドでのみ見られる菓子で、フィンランドでも1月はじめからルーネベリの誕生日である2月5日までしか購入できないが、ルーネベリが生涯の大半を過ごしたポルヴォーでは年間を通して提供しているカフェもある。

## 歴史
ルーネベリの妻のフレドリカ・ルーネベリが発案したとされ、1850年代から彼女が書き残したレシピにもみられるが、彼女のレシピはポルヴォーの菓子職人ラーシュ・アステニウスのレシピをもとにしているとされる。